# لوئیزا کولیوک
لویزا کولیوک (زادهٔ بوئنوس آیرس، ۲۰ مارس ۱۹۵۳) بازیگر آرژانتینی تئاتر، سینما و تلویزیون است. او از پنج سالگی بازیگری خواند و اولین بازی خود را در زمانی که نقش اصلی بیمار بود در یک تولید مدرسه انجام داد. بعداً نزد آگوستین آلزو تحصیل کرد و در سال ۱۹۷۶، همان سالی که ازدواج کرد، اولین کار حرفه ای خود را داشت. کولیوک اغلب به عنوان اولین ستاره بین‌المللی تلویزیونی آرژانتینی شناخته می‌شود.